# Bosc de Dainava
El Bosc de Dainava (en lituà: Dainavos giria) és el bosc més gran de Lituània. és a la regió de Dzūkija (també coneguda com a Dainava) al sud de Lituània, cobreix una superfície de 1.450 quilòmetres quadrats dels quals 1.145 son coberts d'arbres. Una gran part del bosc està protegit pel Parc Nacional Dzūkija.

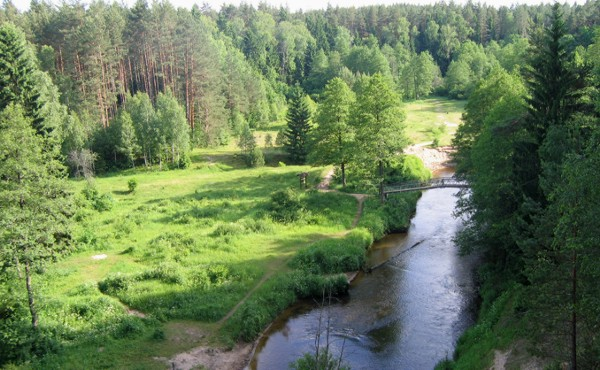
El bosc de Dainava i el riu Ūla

El bosc de Dainava consta principalment de pins. Hi ha alguns bedolls, avets i arbredes de vern negre. Les terres són de sorra, densament coberts per catifes de líquens del gènere Cladonia. El bosc és ric en bolets comestibles, cranberries i  nabius vermells. La recol·lecció d'aquests bolets i baies són una part important de l'economia local. La fauna inclou moltes espècies en perill d'extinció, com ara el llop gris, el gall fer comú, el gall de cua forcada, la puput, el duc, l'àguila peixatera, la llebre de les neus, l'ermini, la colobra llisa, Cerambyx cerdo o l'escanyapolls.
La gran part dels rius pertanyen a la conca del riu Miarkís, entre aquests els rius Ūla, el Katra o Varėnė. Aquests rius es caracteritzen pels seus nombrosos afluents clars d'aigua freda. A més a més, hi ha alguns petits llacs i pantans, incloent el Čepkeliai Marsh, el més gran pantà de Lituània.
Dainava és la regió menys poblada de Lituània. Alguns dels seus petits pobles es van veure poc afectades per les reformes agrícoles i han conservat l'arquitectura popular tradicional, que ara es tenen com a monuments. Aquests pobles són Marcinkonys, Zervynos, Latežeris, Lynežeris, Perloja, Musteika.

## Galeria

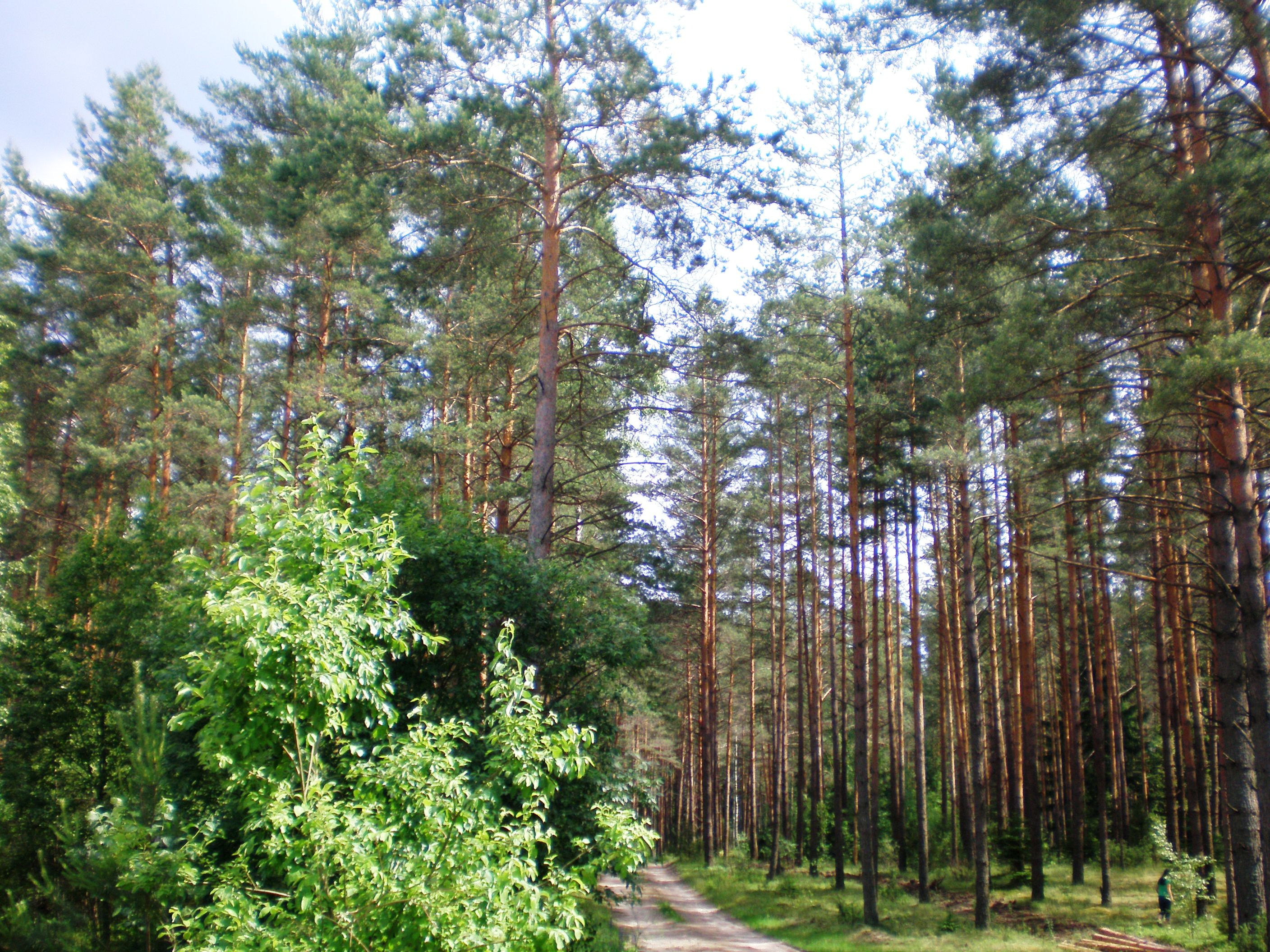
Pins al bosc de Dainava
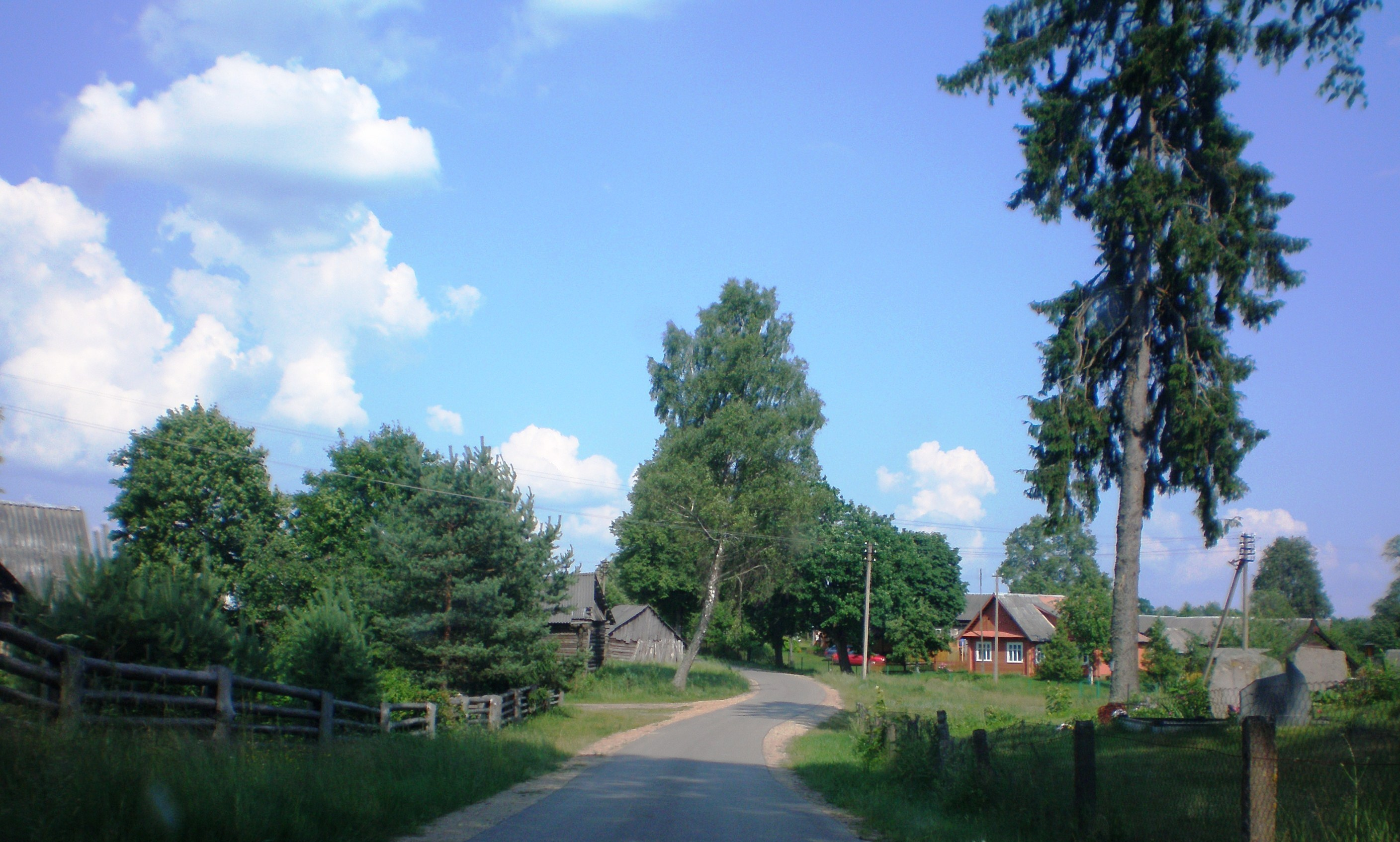
Poble etnogràfic de Lynežeris dins del bosc
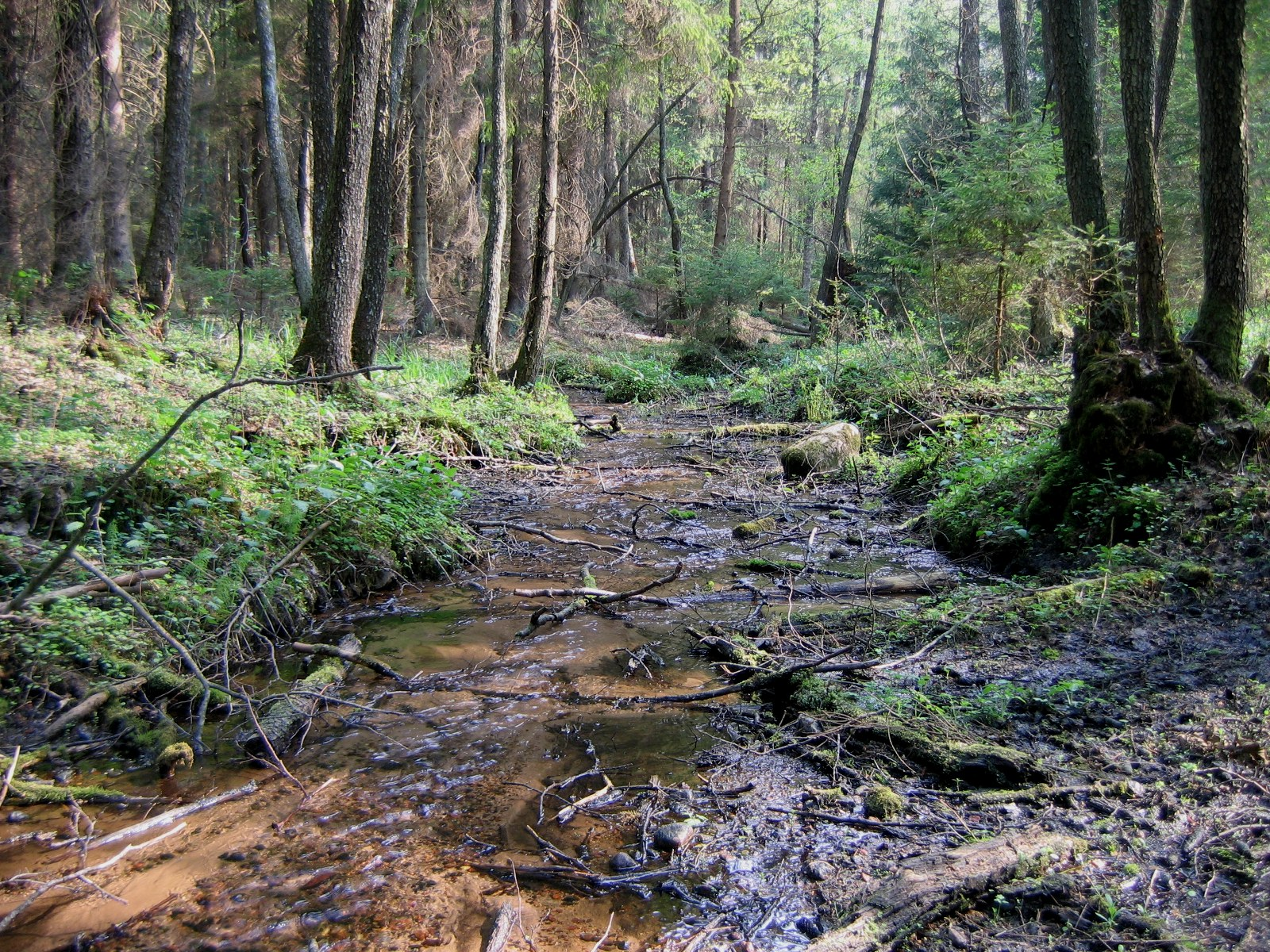
Fonts del riu Varėnė